# Claviceps
Claviceps és un gènere de fongs ascomicots de la família de les clavicipitàcies (Clavicipitaceae) paràsits de plantes. Diverses espècies provoquen esclerocis a les plantes que infecten. L'ergotisme és una intoxicació causada pel  consum accidental dels esclerocis de certes espècies, ja que algunes afecten plantes d'interès agrícola, com la banya del sègol (Claviceps purpurea) que afecta el sègol i altres gramínies.

## Espècies
L'Index Fungorum actualment té registrades les següents espècies (excloent sinònims) sota el gènere Claviceps:
- Claviceps africana
- Claviceps agropyri
- Claviceps amamiensis
- Claviceps annulatta
- Claviceps arundinellae
- Claviceps arundinis
- Claviceps balansioides
- Claviceps bavariensis
- Claviceps bothriochloae
- Claviceps capensis
- Claviceps caricina
- Claviceps chloridicola
- Claviceps cinerea
- Claviceps citrina
- Claviceps clavispora
- Claviceps cynodontis
- Claviceps cyperi
- Claviceps deliquescens
- Claviceps diadema
- Claviceps digitariae
- Claviceps eriochloae
- Claviceps eulaliae
- Claviceps euphorbiae
- Claviceps fimbristylidis
- Claviceps flavella
- Claviceps fredericksoniae
- Claviceps fusiformis
- Claviceps gigantea
- Claviceps glabra
- Claviceps grohii
- Claviceps hirtella
- Claviceps humidiphila
- Claviceps hypertheliae
- Claviceps imperatae
- Claviceps inconspicua
- Claviceps junci
- Claviceps kawatanii
- Claviceps langdonii
- Claviceps litoralis
- Claviceps loudetiae
- Claviceps lovelessii
- Claviceps lutea
- Claviceps macroura
- Claviceps maximensis
- Claviceps microspora
- Claviceps miscanthi
- Claviceps miscanthicola
- Claviceps monticola
- Claviceps nigricans
- Claviceps occidentalis
- Claviceps orthocladae
- Claviceps pallida
- Claviceps palustris
- Claviceps panicoidearum
- Claviceps paspali
- Claviceps patouillardiana
- Claviceps pazoutovae
- Claviceps perihumidiphila
- Claviceps philippii
- Claviceps phragmitis
- Claviceps platytricha
- Claviceps purpurea
- Claviceps pusilla
- Claviceps quebecensis
- Claviceps queenslandica
- Claviceps ranunculoides
- Claviceps rhychelytri
- Claviceps ripicola
- Claviceps rolfsii
- Claviceps sasae
- Claviceps sesleriae
- Claviceps setariicola
- Claviceps setariiphila
- Claviceps setulosa
- Claviceps sorghi
- Claviceps sorghicola
- Claviceps spartinae
- Claviceps sulcata
- Claviceps syntherismae
- Claviceps tandae
- Claviceps tenuispora
- Claviceps texensis
- Claviceps tripsaci
- Claviceps truncatispora
- Claviceps tulasnei
- Claviceps uleana
- Claviceps viridis
- Claviceps yanagawaensis
- Claviceps zizaniae